# Lokoja
Lokoja è una città della Nigeria situata nel punto d'incontro fra i fiumi Niger e Benue, capitale dello stato di Kogi.